# Perry Warbington
Perry Lee Warbington (Atlanta, 7 settembre 1952 – Winder, 9 novembre 2008) è stato un cestista statunitense, professionista nella NBA.

## Carriera
Venne scelto al nono giro del Draft NBA 1974 dai Philadelphia 76ers (145ª scelta assoluta). Giocò 5 partite nella stagione 1974-75, prima di essere tagliato il 30 ottobre 1974.